# 埃特雷皮伊 (埃纳省)
埃特雷皮伊（法語：Étrépilly）是法国皮卡第大区埃纳省的一个市镇，属于蒂耶里堡区蒂耶里堡县。该市镇2009年时的人口为118人。

## 人口
埃特雷皮伊人口变化图示
| 数据来源：INSEE |